# Cyclosorus distans
Cyclosorus distans är en kärrbräkenväxtart som först beskrevs av William Jackson Hooker, och fick sitt nu gällande namn av Ren-Chang Ching. Cyclosorus distans ingår i släktet Cyclosorus och familjen Thelypteridaceae. Inga underarter finns listade.